# All Out 2019
All Out (2019) was een professioneel worstel-pay-per-view (PPV) evenement dat georganiseerd werd door All Elite Wrestling (AEW). Het was de eerste editie van All Out en vond plaats op 31 augustus 2019 in het Sears Centre Arena in Hoffman Estates, Illinois.

## Matches
| Nr. | Match | Winnaar(s)         | Opmerkingen | Bron  |
| --- | --- | ------------------ | --- | ----- |
| 1P  | 21-woman Casino Battle Royale | Britt Baker        | Baker won door Nyla Rose als laatste te elimineren. Winnaar ging op tegen de winnaar van Riho vs. Hikaru Shida voor het inaugurele AEW Women's World Championship op de allereerste aflevering van Dynamite/ | [ 2 ] |
| 2P  | Private Party (Isiah Kassidy & Marq Quen) vs. Angélico & Jack Evans                                                                  | Private Party      | Tag team match. | [ 2 ] |
| 3   | SoCal Uncensored (Christopher Daniels, Frankie Kazarian, & Scorpio Sky) vs. Jurassic Express (Jungle Boy, Luchasaurus & Marko Stunt) | SoCal Uncensored   | 6-man tag team match. | [ 2 ] |
| 4   | Pac vs. Kenny Omega | Pac                | Een-op-een match. Pac won door TKO. | [ 2 ] |
| 5   | Jimmy Havoc vs. Darby Allin vs. Joey Janela                                                                                          | Jimmy Havoc        | 3-way Cracker Barrel Clash match. | [ 2 ] |
| 6   | The Dark Order (Evil Uno & Stu Grayson) vs. Best Friends (Chuck Taylor & Trent Beretta)                                              | The Dark Order     | Tag team match voor een bye in de eerste ronde in het AEW World Tag Team Championship toernooi. | [ 2 ] |
| 7   | Riho vs. Hikaru Shida | Riho               | Een-op-een match. Winnaar ging het opnemen tegen Nyla Rose (Casino Battle Royale winnaar) voor het inaugureele AEW Women's World Championship op de allereerste aflevering van Dynamite/                     | [ 2 ] |
| 8   | Cody (met MJF) vs. Shawn Spears (met Tully Blanchard)                                                                                | Cody               | Een-op-een match. | [ 2 ] |
| 9   | Lucha Brothers (Pentagón Jr. & Rey Fénix) (c) vs. The Young Bucks (Matt & Jackson)                                                   | Lucha Brothers     | Escalera De La Muerte voor het AAA World Tag Team Championship. | [ 2 ] |
| 10  | Chris Jericho vs. Adam Page | Chris Jericho (nc) | Een-op-een match voor het inaugurele AEW World Championship. | [ 2 ] |